# Georgia-Pacific

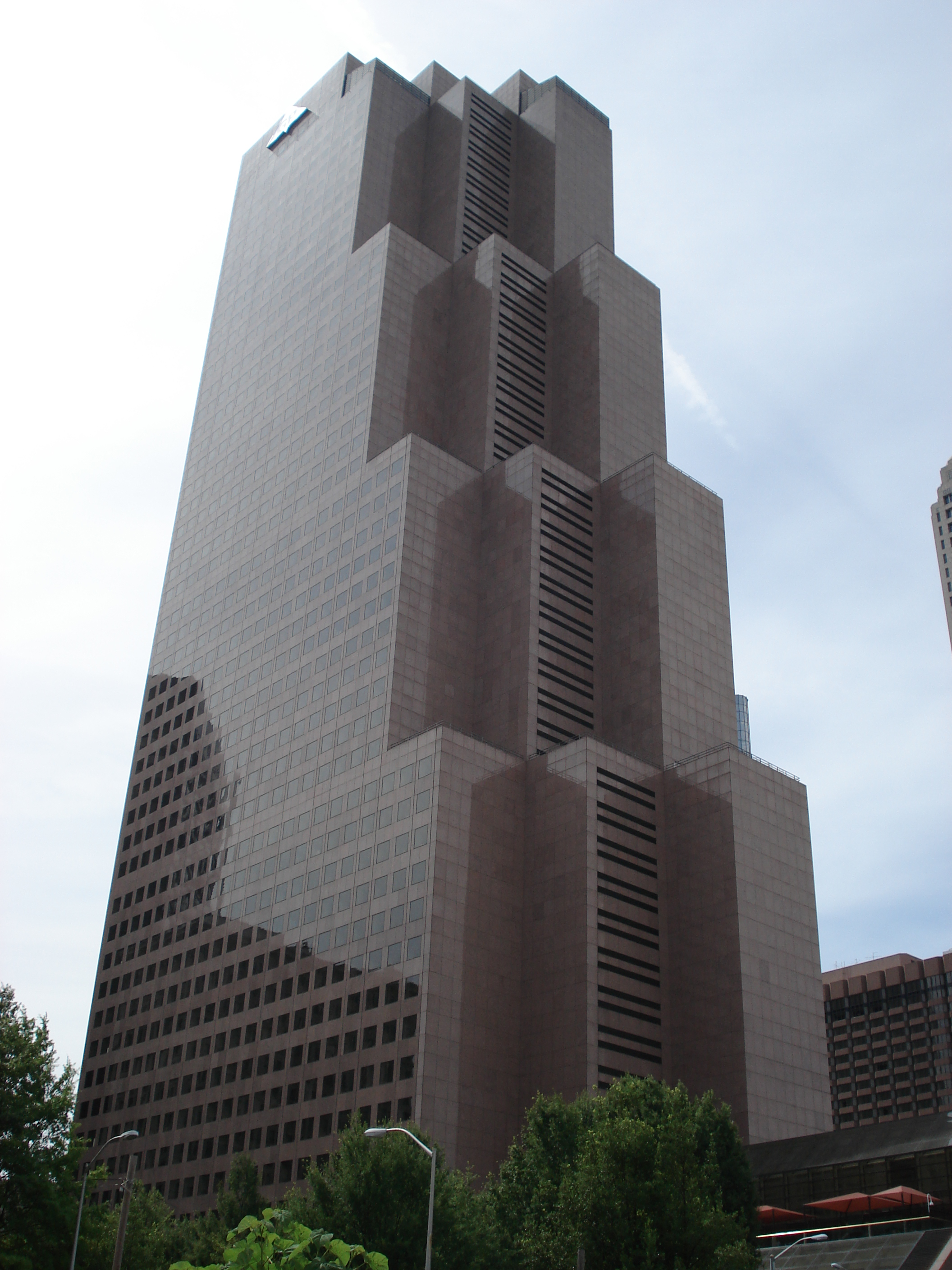
Sede central en Atlanta.

Georgia-Pacific LLC. es una empresa estadounidense de la industria de Lignocelulosa, es uno de los mayores productores del mundo de pulpa de celulosa, tisú, cartón, papel, envases, materiales para la construcción basados en celulosa como el cartón yeso. La sede central de la empresa se encuentra en Atlanta en el estado de Georgia. Georgia-Pacific da empleo a 50.000 trabajadores y cuenta con 300 instalaciones en todo el mundo.

## Historia
Georgia-Pacific fue fundada en 1927 por Owen Cheatham como un centro de venta al por mayor de madera para la construcción con el nombre de Georgia Hardwood Lumber Company en Augusta, Georgia. 
Entre 1949 y 2005 Georgia-Pacific era una sociedad anónima que cotizaba en la Bolsa de Nueva York (NYSE), pero desde 2005 la empresa pertenece en su totalidad a Koch Industries.